# Sterictiphora angelicae

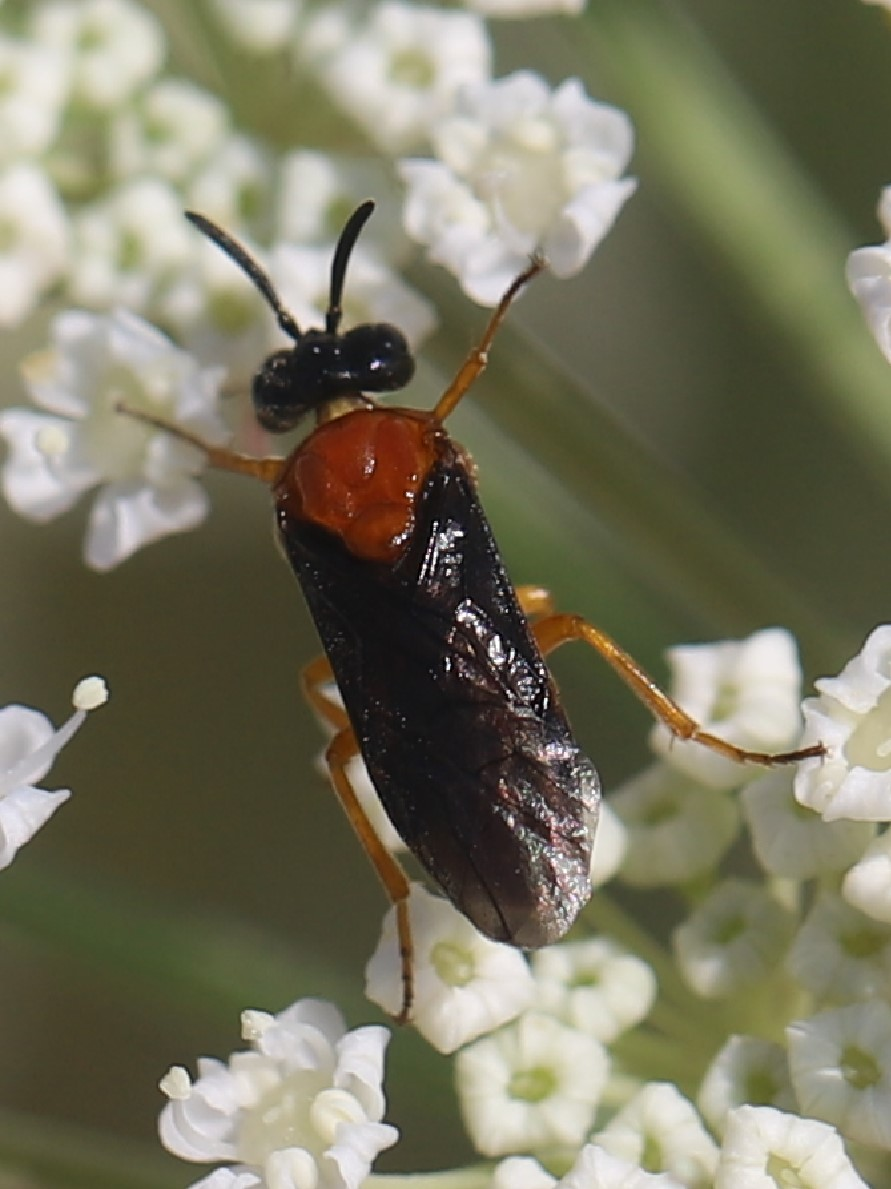
Dorsalansicht

Sterictiphora angelicae ist eine Pflanzenwespe aus der Familie der Bürstenhornblattwespen. Sie ist eine von 4 oder 5 Arten der Gattung in Deutschland. Die Art geht auf Georg Wolfgang Franz Panzer zurück, der sie im Jahr 1799 als Tenthredo angelicae beschrieb.

## Merkmale
Die Pflanzenwespen sind etwa 5–7 mm lang. Für die Weibchen gilt: Der Kopf ist schwarz. Der Thorax ist rötlich gefärbt. Hinterleib und Beine sind gelb. Die Fühler sind wie bei allen Bürstenhornblattwespen dreigliedrig. Die Flügel sind verdunkelt. Abweichend von den Weibchen gilt für die Männchen: Der Thorax ist schwarz. Das dritte Fühlerglied bei den Männchen ist fast bis zum Grund in zwei parallele Äste gespalten (bifid, stimmgabelförmig).

## Verbreitung
Die Art ist in Mittel- und Südeuropa verbreitet. Sie fehlt in Fennoskandinavien. In England und in Wales gilt die Art als selten. Im Süden reicht das Vorkommen bis in den Mittelmeerraum (von Katalonien bis in die Ägäis), im Osten bis in den pontischen Raum (Nordkaukasus).

## Lebensweise
Sterictiphora angelicae gilt als „mäßig häufig“. In Veröffentlichungen um das Jahr 2000 wurde angemerkt, dass die Art früher wesentlich häufiger gefunden wurde und sich deren Vorkommen mutmaßlich im Rückgang befindet. Die Art bevorzugt offenbar wärmebegünstigte Standorte. Sterictiphora angelicae wird gegenwärtig (Stand 2024) in der Vorwarnliste der Roten Liste Deutschlands geführt.
Die Imagines beobachtet man zwischen Mai und August, u. a. an Doldenblütlern. Die Larven fressen an Schlehen und an Brombeeren.